# Ipomoea schaffneri
Ipomoea schaffneri är en vindeväxtart som beskrevs av S. Wats. Ipomoea schaffneri ingår i släktet praktvindor, och familjen vindeväxter. Inga underarter finns listade i Catalogue of Life.